# Born Juices
Born Juices – polska  grupa hip-hopowa, powstała w 1995 roku w Piotrkowie Trybunalskim pod nazwą White Home Boys Crew. W jej skład weszli Mleko, Bitter, Malik oraz DJ Crazy. 
W 1995 roku własnymi środkami nagrali płytę Dymófka 95, rozpowszechnianą jako nielegal. Dwa lata później, nakładem wytwórni R.R.X., ukazał się pierwszy studyjny album grupy pod nazwą Prosto z ulicy. W 1999 roku z powodu różnego zdania w kwestiach muzycznych z grupy odszedł Mleko, a skład po pewnym czasie przestał istnieć.
W 2023 zmarł jeden z byłych członków zespołu – Malik.

## Dyskografia
- Dymófka 95 (1995, nielegal)[2]
- Prosto z ulicy (1997, R.R.X.)[5]

Występy gościnne
- Slums Attack - Zwykła Codzienność - utwory "Bogactwo, Sława I Wspaniała Zabawa" i "Robić Się Nie Chce Tylko Szpanować" (1997)[6]
- Parafun - Jedna Siła Jeden Cel - utwór "Kto Co" (1999)[7]

Kompilacje różnych wykonawców
- Wspólna Scena - Jak Widzisz to ty (1997)